# Ульман, Бенжамен
Бенжамен Ульман (фр. Benjamin Ulmann; 24 мая 1829[…], Блотзайм — 24 февраля 1884, Париж) — французский художник-академист.

## Биография
Родился в 1829 году в Блотзайме, Эльзас, в еврейской семье. С 1849 года учился живописи в Высшей школе изящных искусств Парижа в мастерских у Мишеля Мартена Дроллинга и Франсуа Пико.
Начиная с 1855 году регулярно выставлял свои работы на ежегодном Парижском салоне.
В 1859 году выиграл Римскую премию первой степени в области живописи, после чего отправился в Рим (по условиям премии), где какое-то время проживал на вилле Медичи.
Выполнил, в частности, аллегорические росписи для интерьеров парижского Дворца правосудия, а также работы для Пале-Рояля и Люксембургского дворца.
Скончался Ульман в 1884 году в Париже.

## Галерея

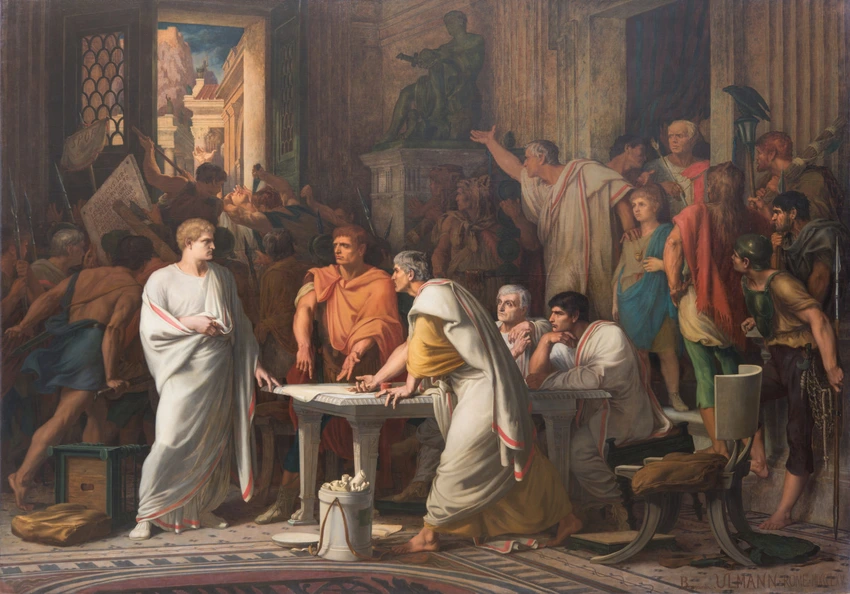
Сулла в доме Гая Мария, ок. 1866, Музей Орсе, Париж
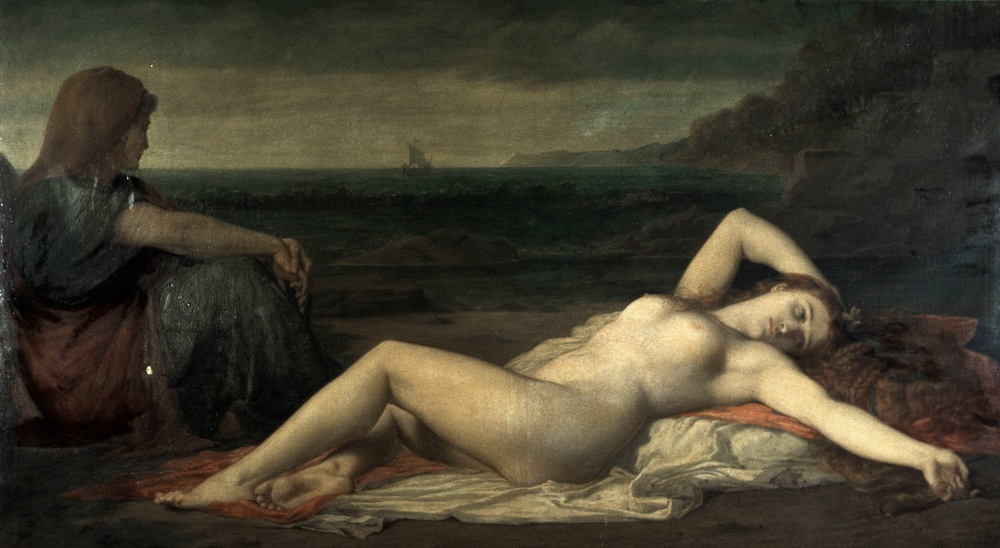
Покинутая Ариадна, не позднее 1869, Музей современного искусства (Страсбург)
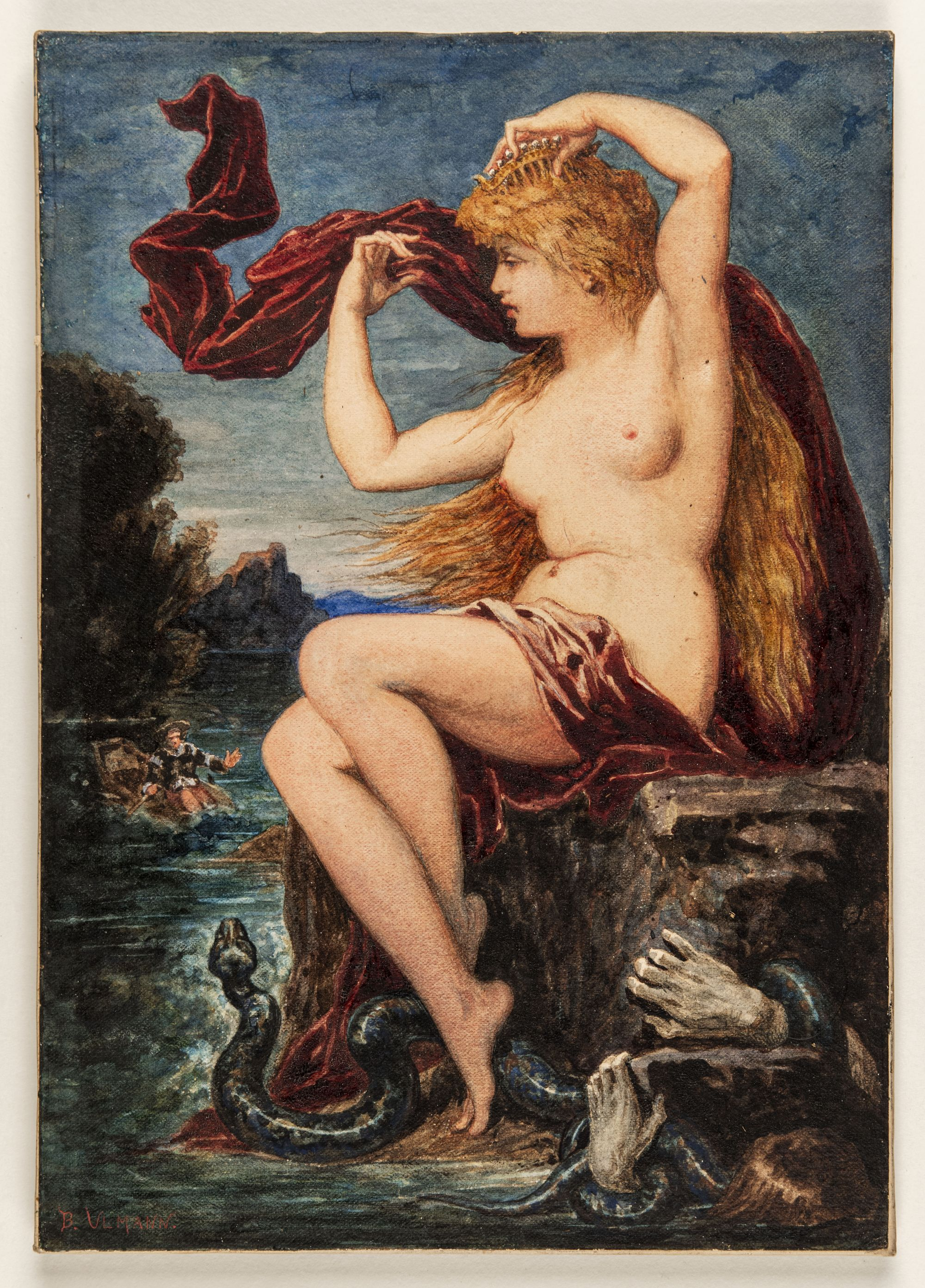
Лорелея, фея Рейна, 1878
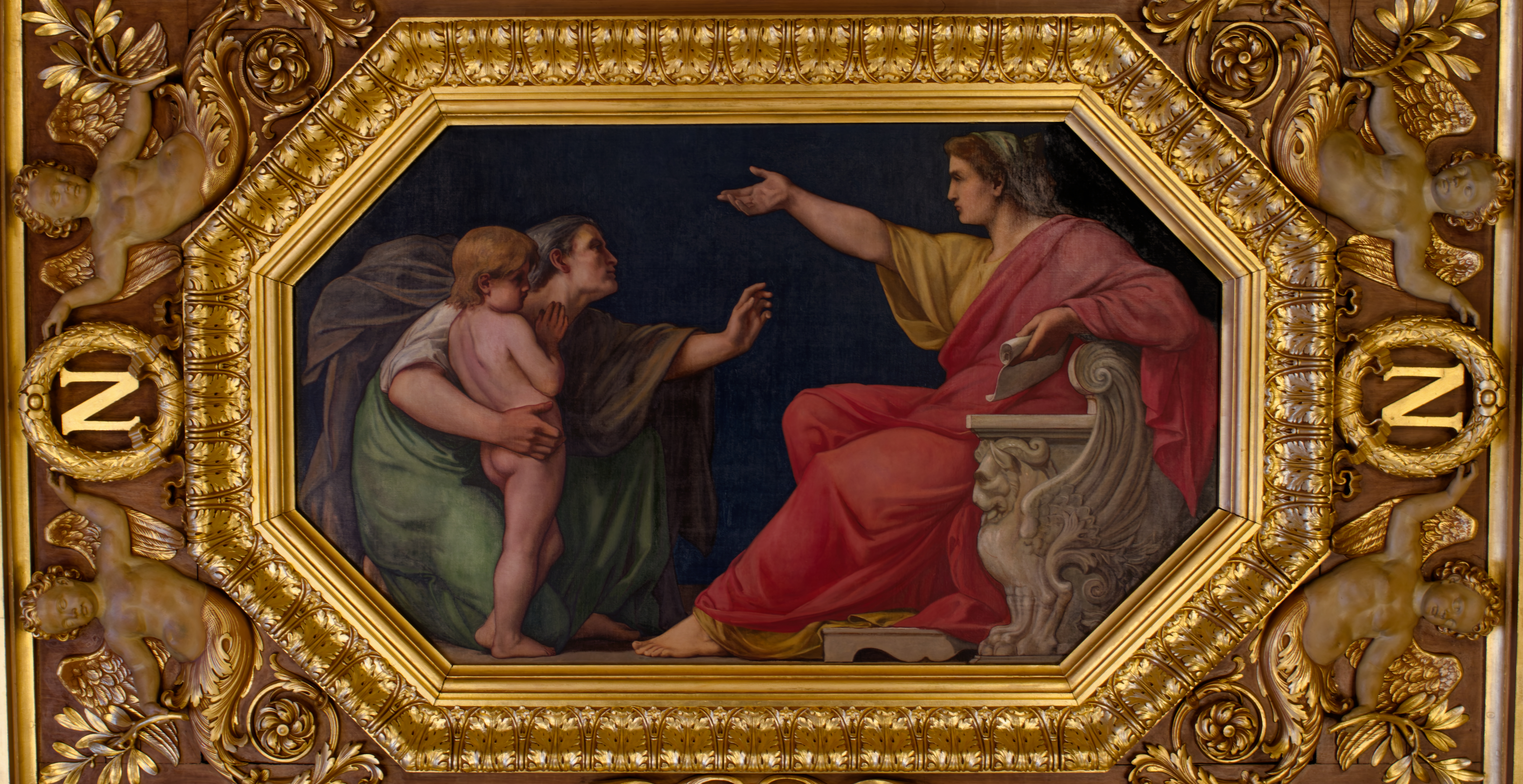
Суд кассирует несправедливый приговор (нижестоящего суда), аллегория во Дворце правосудия, Париж
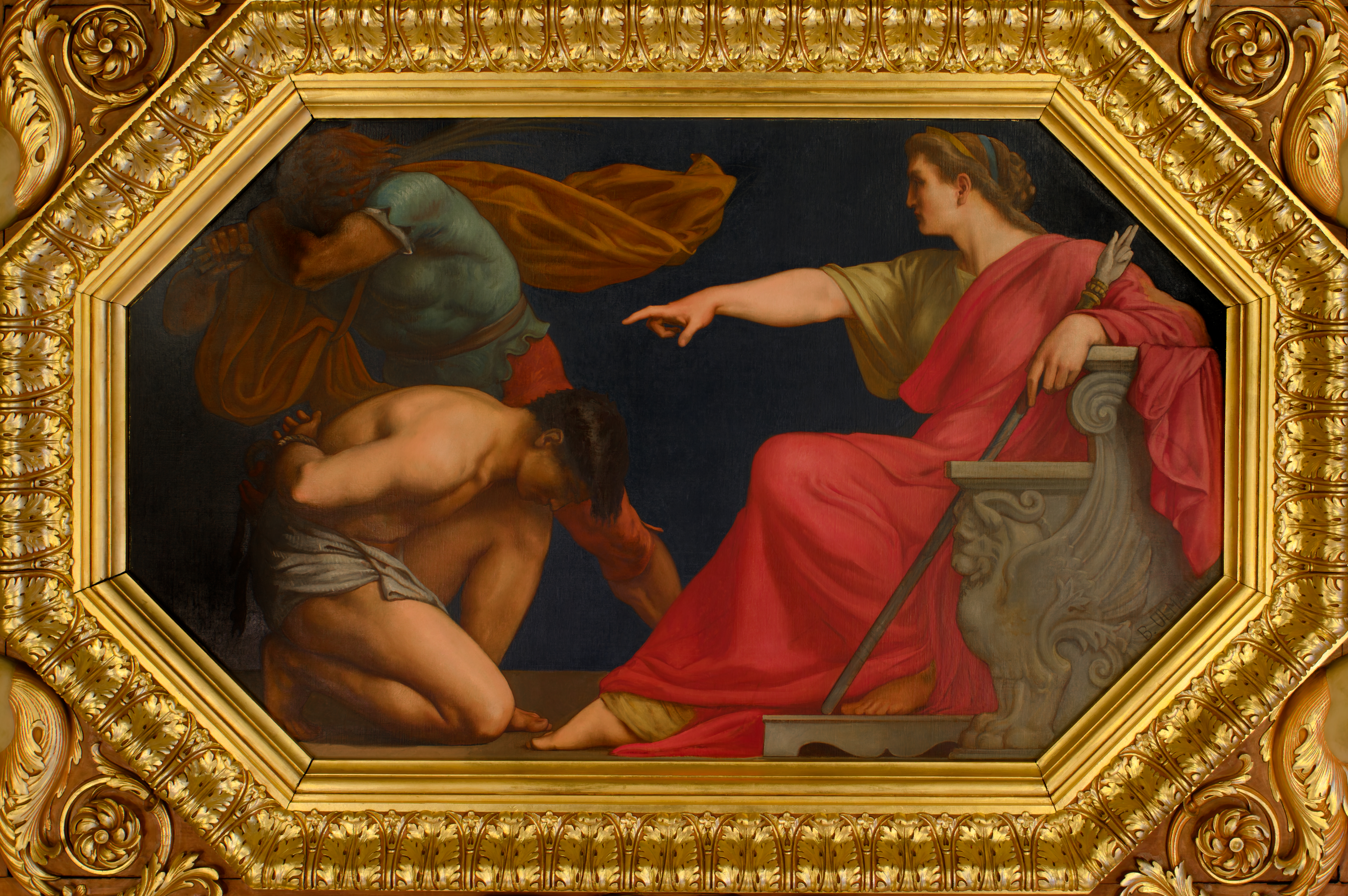
Суд подтверждает приговор (нижестоящего суда), аллегория во Дворце правосудия
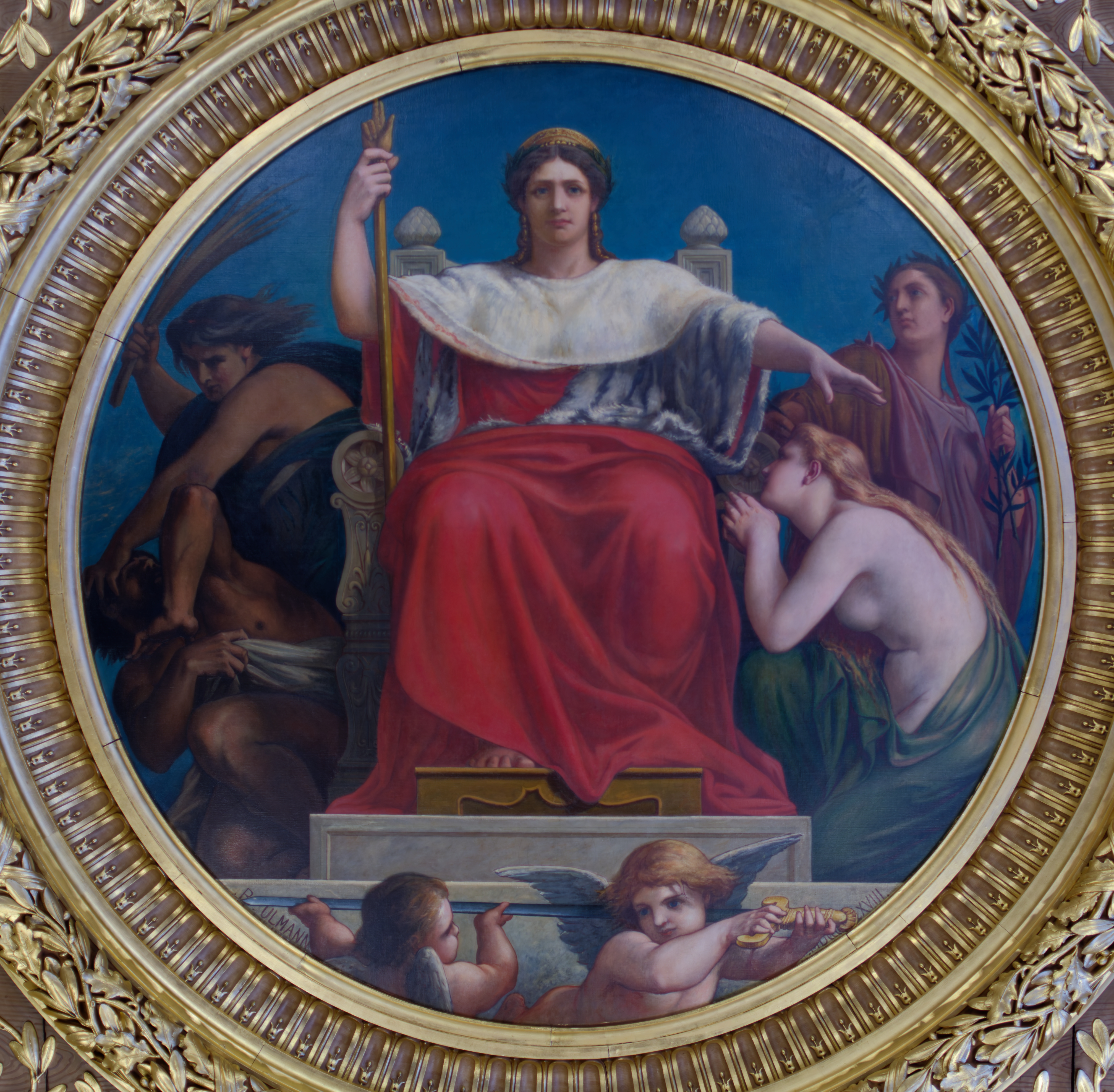
Суд защищает Невиновность и наказывает Преступление, аллегория во Дворце правосудия